# Schwarzenbach (powiat Neustadt an der Waldnaab)
Schwarzenbach – miejscowość i gmina w Niemczech, w kraju związkowym Bawaria, w rejencji Górny Palatynat, w regionie Oberpfalz-Nord, w powiecie Neustadt an der Waldnaab, wchodzi w skład wspólnoty administracyjnej Pressath. Leży około 12 km na zachód od Neustadt an der Waldnaab, nad rzeką Haidenaab, przy linii kolejowej Weiden in der Oberpfalz - Bayreuth.

## Dzielnice
W skład gminy wchodzą trzy dzielnice: Pechhof, Schwarzenbach, Manteler Forst.

## Demografia
| Rok  | Liczba mieszk. |
| ---- | -------------- |
| 1970 | 597            |
| 1987 | 819            |
| 2000 | 1043           |

## Oświata
(na 1999)

W gminie znajduje się 50 miejsc przedszkolnych (49 dzieci) oraz szkoła podstawowa (klasy 1-3).